# Václav Kaprál

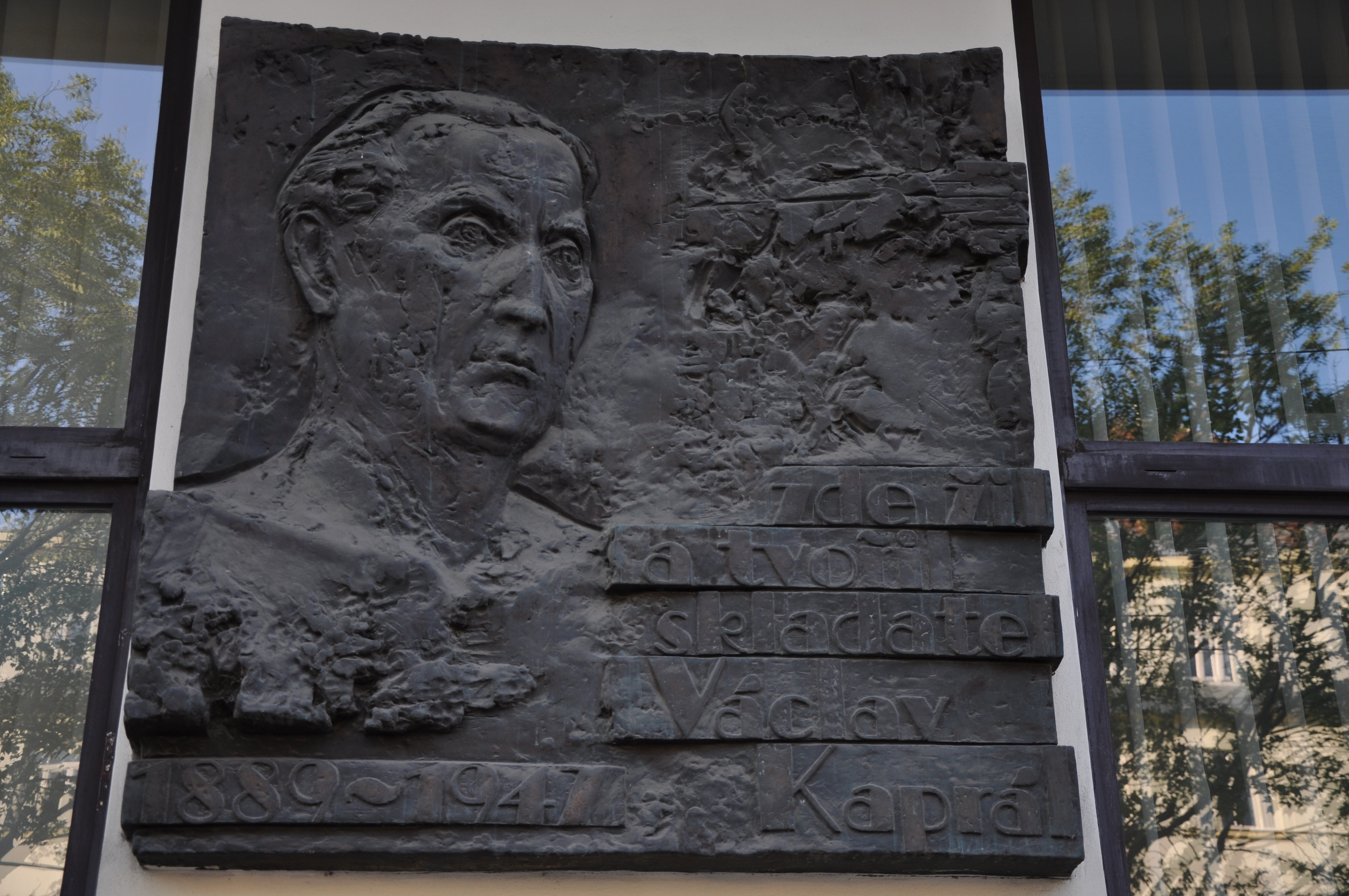
Minnesplakett över Václav Kaprál vid dennes bostad.

Václav Kaprál, född 26 mars 1889 i Určice i Mähren, död 6 april 1947  i Brno var en tjeckisk tonsättare, far till Vítězslava Kaprálová.